# 栃内忠男
栃内 忠男（とちない ただお、1923年（大正12年）12月7日 - 2009年（平成21年）9月10日）は、日本の画家（洋画家）。全道美術協会会員、独立美術協会会員。
リンゴや貝をモチーフにした作品を多く残している。

## 経歴
- 1949年（昭和24年） - 全道展奨励賞受賞
- 1955年（昭和30年） - 全道展会員
- 1959年（昭和34年） - 独立展独立賞受賞
- 1964年（昭和39年） - 独立展会員
- 1969年（昭和44年） - 第2回北海道秀作美術展「翼」出品、道立美術館賞受賞
- 1982年（昭和57年） - 札幌市民芸術賞受賞
- 1986年（昭和61年） - 北海道立近代美術館賞受賞
- 1993年（平成5年） - 「栃内忠男展」札幌芸術の森美術館開催
- 1997年（平成9年） - 北海道文化賞受賞
- 2007年（平成19年） - 北海道新聞文化賞受賞
- 2009年（平成21年） - 腎盂癌のため死去[1]

## 親族
- 従兄弟の子：栃内新 - 北海道大学理学部 教授[2]